# RAKエアウェイズ
RAKエアウェイズ（英語: RAK Airways）はアラブ首長国連邦を構成する首長国の1つ、ラアス・アル＝ハイマでかつて運航していた国営航空会社である。2009年に運航を停止した後、2010年に塗装を変更し新しい経営陣のもとで運航を再開した。同社は2014年1月1日から運航を全面停止したが、再編が終了すれば再開すると発表した。

## 歴史
RAKエアウェイズは2006年に設立され2007年初めに運航を開始した。同社は2007年から2010年までの世界金融危機で大きな打撃を受け2009年に運航を停止した。 
2010年には同社は "value-for-money" というビジネスモデルのもとで運航を再開し、フルサービスキャリアとローコストキャリアの間を目指すと発表した。
2011年2月、RAKエアウェイズが5～9つの空港への新規就航を計画していたことが明らかになった。しかし、ライバルのUAEの航空会社が原因でいくつかの空港の発着枠の確保が難しいと認めたため、アジアの航空会社とコードシェア契約をまとめ保有機材を増やすと発表した。
2013年、RAKエアウェイズはイスラマバード、パキスタン、アンマン、ヨルダンへ就航した。
2014年1月1日、RAKエアウェイズは経済的事情を理由に即座に運航を全面停止すると発表した。

## 就航都市
2013年12月時点のRAKエアウェイズの就航都市は以下の通りである。
| 国               | 都市                 | 空港                                 | 備考   | 出典 |
| ---------------- | -------------------- | ------------------------------------ | ------ | ---- |
| インド           | カリカット           | カリカット国際空港                   |        |      |
| ネパール         | カトマンズ           | トリブバン国際空港                   |        |      |
| パキスタン       | イスラマバード       | ベナジル・ブット国際空港             |        |      |
| パキスタン       | ラホール             | アッラーマ・イクバール国際空港       |        |      |
| パキスタン       | ペシャーワル         | バシャ・カーン国際空港               |        |      |
| カタール         | ドーハ               | ドーハ国際空港                       |        |      |
| サウジアラビア   | ジッダ               | キング・アブドゥルアズィーズ国際空港 |        |      |
| サウジアラビア   | リヤド               | キング・ハーリド国際空港             |        |      |
| アラブ首長国連邦 | ラアス・アル＝ハイマ | ラアス・アル＝ハイマ国際空港         | 本拠地 |      |

### バス運行
RAKエアウェイズはラアス・アル＝ハイマからUAE内の他地域（アブダビ、ドバイ、アル・アイン、アジュマーン、フジャイラ、シャールジャ、ウンム・アル＝カイワイン、ホール・ファカン）へ向かうバスも運行していた。

## 保有機材

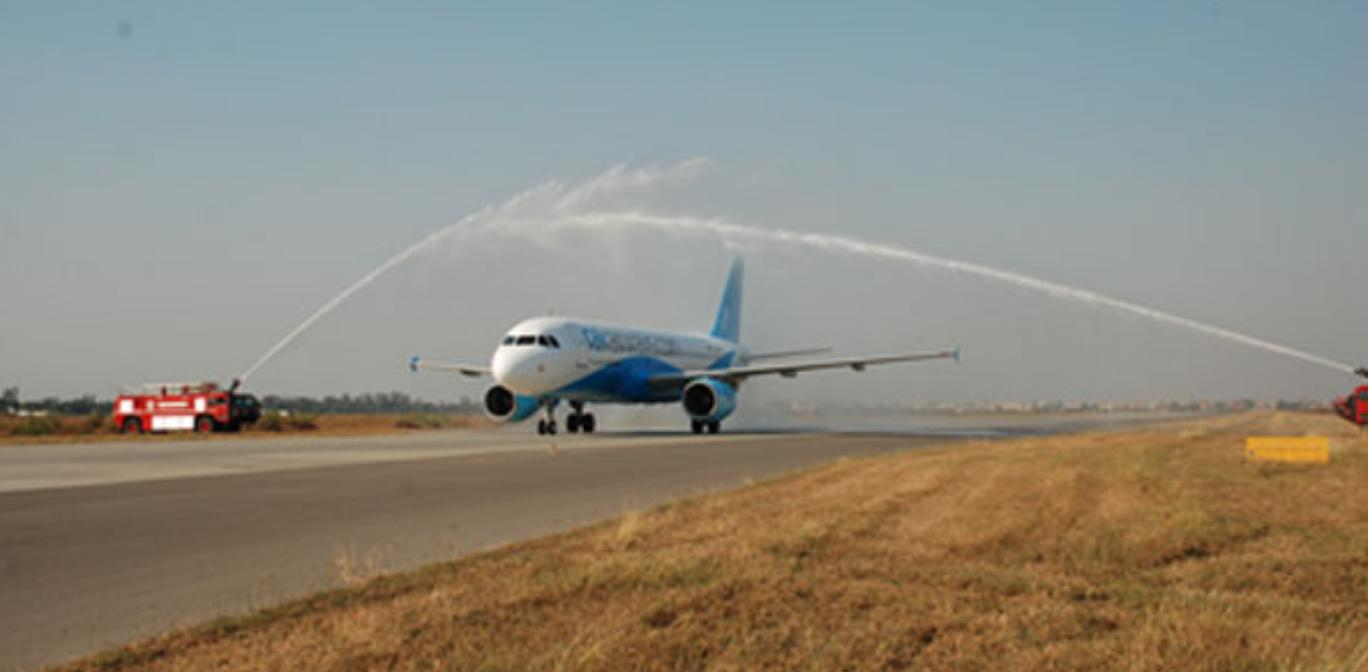
RAKエアウェイズのエアバスA320-200（2012年撮影）

2013年12月時点でRAKエアウェイズは以下の機材を保有しており、ボーイング737ネクスト・ジェネレーションの発注が未決であった。